# 愛のえじき 女教師ハルカの告白
『愛のえじき　女教師ハルカの告白（あいのえじき　じょきょうしハルカのこくはく）』は、2010年公開の日本映画。

## スタッフ
- プロデューサー -  越坂康史
- 監督 - 筒井勝彦

## ストーリー
愛甲はるかはバレー部顧問の高校教師だが、「試合に勝ったらおっぱいを見せる」と約束したことがきっかけで、3人の部員にレイプされてしまった。しかしその後、3人は失踪。心に傷を負ったはるかは血まみれの女の幻覚になやまされるようになり、レイプ事件については口をつぐんだまま、校医の土方の診察を受ける。同じころ2人の刑事が失踪事件の謎をさぐっていた。ところが、そのうちの1人若杉は失神したはるかを見て欲情し犯してしまう。その後、若杉もまた失踪した。一方、土方の息子シンジローは彼女に恋愛感情をいだいていたが、「コリントの信徒への手紙」を口にして欲望に耐える。そんなある日、シンジローの目の前ではるかが拉致されてしまった。自転車であとを追ったシンジローが見たものは、謎の男によってメスを入れられ、怪物に変身したはるかの姿だった。

## キャスト
- 愛甲はるか - 範田紗々
- 土方 - 未童
- シンジロー - 野崎純平
- 血まみれの女　‐真理子